# Palazzo Contrari
 (mai 2021).
Le Palazzo Contrari est un palais d'origine médiévale situé à Ferrare, dans le centre de la Via Contrari, à côté du Palazzo San Crispino. Elle doit son nom à l'ancienne famille noble des Contrari.

## Histoire
La famille Contrari était l'une des familles les plus riches et les plus importantes de Ferrare à partir du XIIe siècle, étroitement liée à la famille Este.
L'un des premiers membres de la famille à occuper une fonction publique fut Pietro Contrari, consul de Ferrare de 1127 à 1135, mais la personnalité la plus importante fut certainement Uguccione II, mort en 1516, 3e comte de Vignola, qui épousa Diana d'Este, fille de Sigismondo d'Este, fils de Niccolò III d'Este, qui, entre autres fonctions et titres, fut lieutenant du duché de Ferrare et capitaine général des armées du duc de Ferrare.
La famille Contrari était également liée aux seigneurs de Carpi, les Pio di Savoia, feudataires des Este, puisque Lionello I Pio di Savoia a épousé Camilla Contrari, de Ferrare ; elle avait également des liens avec l'importante famille Fregoso de Gênes, puisque la fille d'un de leurs doges, Lodovico Fregoso, Battistina, était mariée à Ambrogio Contrari.
Outre le susdit Uguccione, le comte Ercole Contrari, capitaine de la garde ducale qui a entretenu une longue relation avec Lucrezia d'Este, a également vécu dans le palais jusqu'en 1413. À la mort du comte, la propriété est passée à la famille Pepoli jusqu'en 1855, et finalement le palais a été divisé entre différentes familles,.

## Aspects architecturaux
L'édifice, appartenant à une période antérieure au XIVe siècle, était à l'origine doté de créneaux qui se sont effondrés lors du tremblement de terre qui a frappé Ferrare en 1570. Il a été remodelé par la suite, mais il conserve aujourd'hui un aspect monumental, notamment grâce à son magnifique portail en marbre. Dans les grandes salles, les plafonds ont des ornements en or et de figures d'une facture remarquable. Dans tout le bâtiment, on trouve de nombreuses frises datant de l'époque de la construction.